# Ratonero palmero
Ratonero palmero är en hundras från Spanien. Den är en högbent terrier från Kanarieöarna. Som namnet anger har den använts som råttbekämpare. Dess ursprung anses vara brittiska terrier som brittiska frukthandlare fört med sig till regionen under 1700- och 1800-talet. Dessa hjar sedermera korsats med lokala hundra. Rasen är inte officiellt erkänd av den spanska kennelklubben Real Sociedad Canina en España (RSCE), men är listad i grupos étnicos caninos för regionalt förankrade hundraser. En provisorisk standard är fastställd.